# Le Déjeuner sur l'herbe (Alain Jacquet)
Pour les articles homonymes, voir Le Déjeuner sur l'herbe (homonymie).
 (décembre 2017).
- Si vous ne connaissez pas le sujet, laissez ce bandeau (vous pouvez alors contacter les auteurs).
- Si vous supprimez le contenu mis en cause (vous pouvez préalablement contacter les auteurs),

argumentez précisément cette suppression dans la page de discussion
(un manque de référence n'est pas un argument ; une recherche réelle de référence doit avoir été effectuée, être formellement documentée).
Le Déjeuner sur l'herbe d'Alain Jacquet est un tableau en deux panneaux. 
Réalisée avec le procédé de report sérigraphique, cette œuvre de 1964 propose une interprétation du célèbre tableau de Manet, Le Déjeuner sur l'herbe.

## L'œuvre et son artiste
Alain Jacquet est né en 1939 dans la région parisienne et est mort en 2008 aux États-Unis. Il est un artiste déterminent dans la création des années 1960 en France, car il importe le mouvement du Pop art, né en Grande-Bretagne et exporté aux États-Unis. 
C’est d’abord avec une formation en architecture que l’artiste côtoie le milieu artistique, avant de se consacrer à la peinture. Ses premières créations se résument par l’utilisation de la peinture à l'huile où la couleur, appliquée en aplat, organise la composition. C’est par le médium de reproductibilité mécanique, et plus particulièrement la sérigraphie, qu’il entre en contact avec le monde de la publicité et découvre le Pop art. Il devient le « Andy Warhol » français et introduit le Mec'art ou Mechanical Art. 
La production de son œuvre fait le lien entre l’œuvre d’art à l’ère du technique de reproductibilité mécanique et adapte les conditions de productions industrielles dans le contexte artistique : « l’art entre [ainsi] dans le domaine de la vie ».
Le Déjeuner sur l’herbe est créé en 1964, à savoir un siècle après l’œuvre d’Édouard Manet portant le même titre. Cette œuvre est l’une des plus connues de l’artiste et représentative de son travail. En effet, il commence la sérigraphie en réalisant des pastiches ou une réinterprétation de chefs-d’œuvre de l’histoire de l’art et se connecte de ce fait, à la grande peinture. Il s’inscrit lui-même dans cette filiation historique et artistique et démontre sa volonté de révolutionner l’art, par l’implantation du médium de reproductibilité mécanique que représente la sérigraphie. 

## La sérigraphie
La sérigraphie, du latin « sericum », la soie et du grec « γραφειν », l’écriture, est une technique d’imprimerie. Cette technique consiste à utiliser des pochoirs au-dessus d’un « écran » en soie, qui imprime toutes les surfaces au moment où l’encre est déposée. Ainsi, cet écran est l’intermédiaire entre le pochoir et la surface d’impression. Cette technique, inventée en Chine au Xe siècle, est très utilisée aux États-Unis et surtout durant la Seconde Guerre Mondiale. Ce procédé est réinventé et modernisé sur le nouveau continent, pour s’adapter à la demande industrielle. Certains artistes français, comme Henri Matisse, sont séduits par cette technique et commencent à l’utiliser. Lorsque l’on sait qu’Alain Jacquet est marié à la petite fille d’Henri Matisse, on peut comprendre comment il entre en contact avec cette technique. L’avantage de cette technique est qu’elle ne limite pas les supports d’impression et offre une ouverture quant aux matériaux utilisés.

## Analyse de l'œuvre
L’œuvre a été réalisée en 1964. Alain Jacquet reprend le tableau d’Édouard Manet et en fait une relecture moderne. Le décor, les personnages changent et laissent place à un moment de vie des années 1960, les personnages datent des années 1960. La femme au premier plan, blonde, pulpeuse, correspond au canon esthétique de son époque. Les vêtements des hommes à ses côtés, en costume, ou une veste rouge, en cuir ou en polyester pourrait-on s’imaginer, appartiennent à la mode de l'époque d'Alain Jacquet. L'artiste place alors des personnes issues du milieu artistique qu’il côtoie : Pierre Restany à droite, son épouse Jeannine de Goldschmidt à gauche, le peintre Mario Schifano au centre, et à l’arrière-plan Jacqueline Lafon, sœur de l’épouse du critique. Il inscrit cette œuvre d’Édouard Manet, qui en 1863 fit scandale, et la place dans une scène quotidienne. Il capture un moment de détente qui caractérise ces années 1960, où les loisirs deviennent de plus en plus importants dans le rythme de vie des gens. De la même manière, la technique utilisée, la technique mécanique pour réaliser cette œuvre, rend l’œuvre d’Édouard Manet accessible à tous dans une certaine mesure, et prouve au spectateur que lui aussi fait partie de l’œuvre, qu’il est le sujet de l’œuvre, qu’il est la personne assise sur l’herbe. 

## Les difficultés de cette œuvre
Le médium qu’Alain Jacquet utilise n’est pas nouveau. La sérigraphie est une technique d’impression très vieille, réutilisée par la suite par l’industrie américaine. La publicité réutilise notamment  cette technique et Andy Warhol est l’un des premiers artistes à créer des œuvres d’art grâce à ce moyen. Cette technique mécanique pose alors un problème concernant la reproductibilité de l’œuvre d’art. En effet, comme Walter Benjamin l’évoque dans L'œuvre d'art à l'époque de sa reproductibilité technique, la notion même d’œuvre d’art est remise en question, par sa nature reproductible. Le médium numérique remet tout en question, la notion de conservation de l’œuvre. Dans ce cas-ci, l’œuvre n'est même pas une vidéo ou faite par ordinateur. Mais l’art dit mécanique, le Mec-Art, est le début de ces œuvres informatiques, cybernétiques qui se développeront par la suite à la naissance d’internet. La photographie, la sérigraphie amorcent en ce sens l’implantation d’une nouvelle réflexion concernant les œuvres d’art, matérielles, immatérielles ou même réelles et irréelles. Le médium numérique devient le médium de notre temps, mais que l’on ne parvient pas à se figurer en raison de sa qualité impalpable et faisant appel à des sens beaucoup plus restreints. En réalisant cette œuvre, Alain Jacquet révolutionne l’histoire de l’art, non pas en relisant une œuvre phare de la peinture française qui marque l’entrée dans la modernité, mais en remettant en question la notion même d’œuvre d’art, par l’utilisation mécanique dans la production de son œuvre.